# 鎮海門 (臺南市)
22°59′46″N 120°11′59″E / 22.9960526°N 120.1995945°E
鎮海門，又稱臺灣府城大西門，是清朝臺灣府城的14座城門之一，建於1723年，原位在今西羅殿廟址，1788年林爽文事件之後，清廷意識到城防的重要性，於1791年將大西門東移至宮後街（今西門民權路口）。明治35年（1902年）展開較大規模的城垣拆除行動，首先拆除今成功路至民生路段的西門段城垣及大西門，用以開闢火車站到安平的通道。臺南廳長山形脩人認為剩餘的一座城門置於十字路口造成交通不便，於是上陳總督府，於1907年遭到拆除。
大西門為當時的官民從臺江內海進出府城的主要出入口，在大西門南側有五條港之一的南河港道；而城門外直通外宮後街、水仙宮和接官亭；城門內則可通達大東門，形成臺灣府城東西向的主要軸線。

## 參考文獻

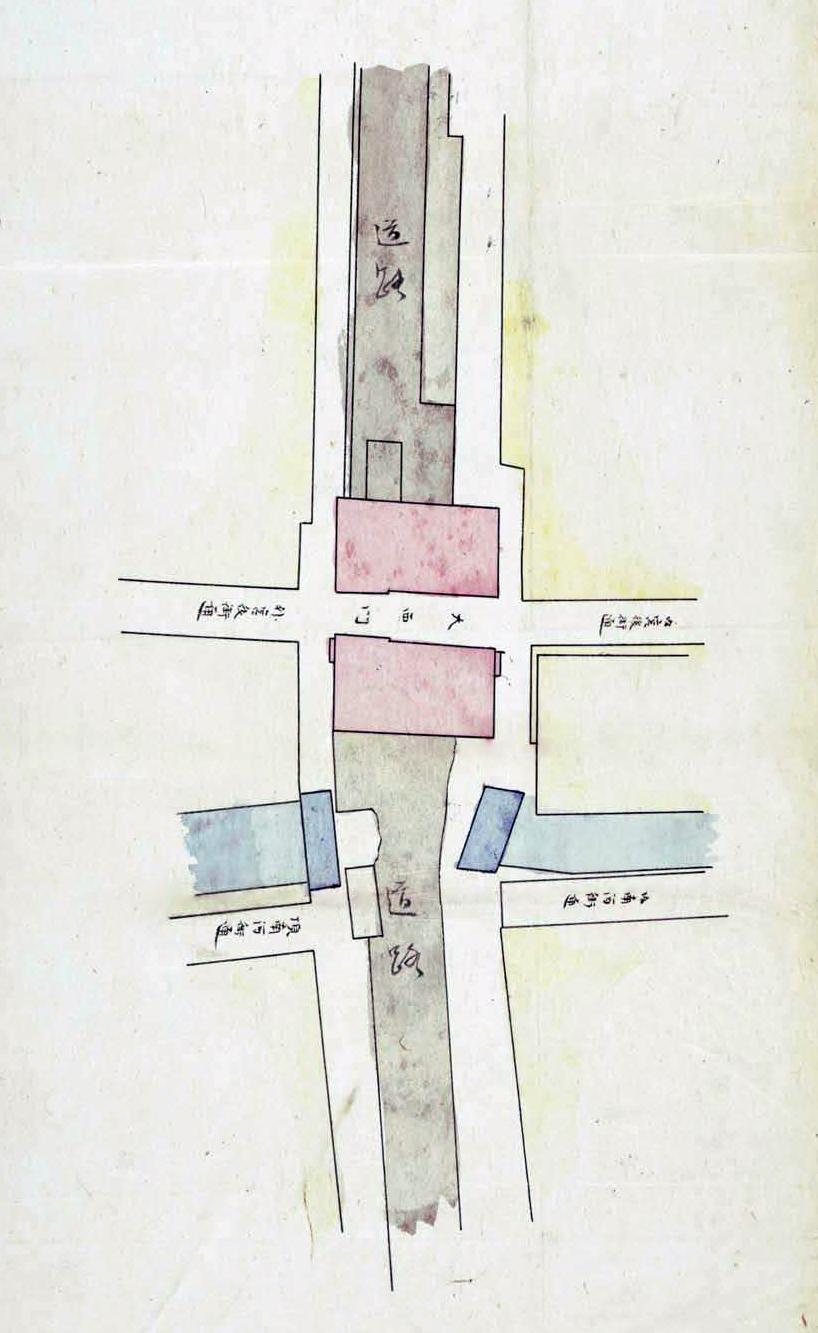
大西門位置圖

## 外部連結
- 清末臺灣府城四坊示意圖 （页面存档备份，存于）